# Rockwell OV-10 Bronco

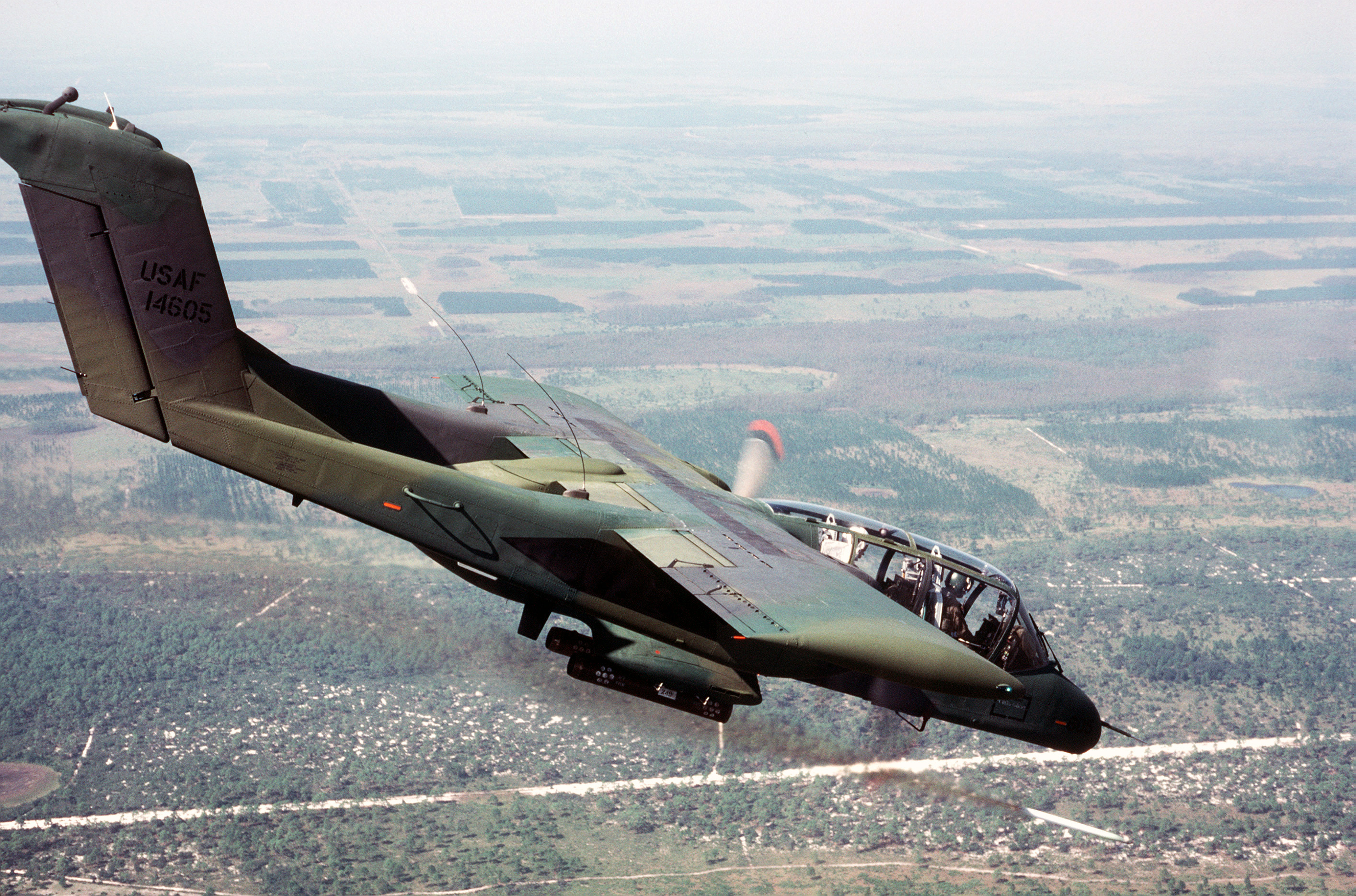
OV-10 Bronco die flares afvuurt

De Rockwell OV-10 Bronco kwam voort uit de in 1961 door de Amerikaanse krijgsmachtdelen geuite vraag naar een lichtbewapend verkenningsvliegtuig. Het toestel is ontworpen als tweemotorige hoogdekker met genoeg ruimte voor vijf personen (inclusief bemanning).
De tweekoppige bemanning zat achter elkaar in de cockpit die uitstekend zicht bood. In de hoog gemonteerde vleugels zaten 2 Garret turbopropmotoren, waarvan de omhulling uitliep in een voor dit toestel zeer kenmerkende dubbele staartboom.
Het toestel kon een scala aan (close air support) bewapening meevoeren in de vorm van lichte bommen, raketwerpers en kanonnen. De standaard bewapening bestond uit 4x Mauser 7.62mm machinegeweer aan hardpoints onder de romp gemonteerd.
De eerste 7 YOV-10A prototypes vlogen in 1964. In serieproductie werd het toestel geleverd aan het USMC, de US Navy en USAF en werd intensief ingezet tijdens de Vietnamoorlog.
Het laatste model, de OV-10D, werd zelfs nog bij de bevrijding van Koeweit ingezet. De D versie was uitgerust met nachtzichtapparatuur, bezat een vorm van Forward Looking Infra Red (FLIR), video en laser doelaanwijsapparatuur. De motoren leverden betere prestaties en het toestel was uitgerust met een roterend drieloops 20mm kanon.
De OV-10 Bronco serie werd vanaf 1992 bij de Amerikaanse krijgsmacht uitgefaseerd.

## Gebruikers

### USAmilitair
De USAF nam de eerste productieserie OV-10A’s in februari 1968 in gebruik als vlucht van zes onbewapende vliegtuigen belast met forward air control (FAC) taken. De OV-10A bleef bij de USAF in Europa gebruik tot 1993. Er werd door de luchtmacht geen gebruik gemaakt van de OV-10D. Ook werden in 1991 tijdens operatie Desert Storm geen USAF OV-10’s ingezet; men achtte ze te licht en te kwetsbaar. De OV-10A’s, en D’s van het USMC werden hierbij wel ingezet.
De luchtmacht had de OV-10's in gebruik bij de 505th Tactical Control Group en ingedeeld in het
- 19th Tactical Air Support Sqn (TASS) van 1968-1985 (Bien Hoa en Phan Rang AB, Zuid-Vietnam; Osan en Suwon AB, Zuid-Korea)
- 20th TASS van 1974-1984 (Sembach AB, West-Duitsland)
- 21tst TASS van 1973-1983 (Patrick AFB, Florida)
- 22nd TASS 1971-1984 (Davis Monthan AFB, Arizona)
- 23rd TASS tijdvak en locatie onbekend
- 27th TASS (George AFB Californië)
- 704th TASS 1976-1984 (Sembach AB, West-Duitsland)
- 601st TASS 1975-1985 (Wiesbaden AB, West-Duitsland)

Het USMC was de grootste OV-10 Bronco gebruiker. In tegenstelling tot de luchtmacht plaatsten de mariniers de OV-10, na de eerste leveringen in 1968, meteen in een agressieve rol in de Vietnamoorlog. De eerste Bronco’s in actie vlogen in juli 1968 al vanaf de basis Đà Nẵng. Ze waren ingedeeld in Vessel Marine Observationsquadron 2 (VMO-2). In november 1968 opereerden USMC toestellen van VMO-6 vanaf de basis Quang Tri. Oorspronkelijk was dit squadron gelegerd in Futenma, Japan.
De mariniers vlogen zowel met de OV-10A en OV-10D in de FAC rol. Tevens gebruikten zij het toestel voor andere taken; er werden parachutisten en sensors mee afgeworpen en het toestel werd natuurlijk ook als licht aanvalsvliegtuig ingezet ten behoeve van grondsteun. De uitrusting verschilde van fosfor doelmarkeerders tot seismische sensors en miniguns.
Er vlogen vijf USMC squadrons met de Bronco, VMO-1, VMO-2 en VMO-6 waren reguliere squadrons. VMO-4, afkomstig van Dobbins airbase, Georgia en VMO-8 van Naval Air Station (NAS) Los Alamitos, Californië, bestonden echter uit reservisten. VMO-4 was tevens de laatste operationele eenheid met Bronco’s en werd in juli 1994 opgeheven.
Het USMC stond ook achter de doorontwikkeling tot OV-10D en vervolgde de operationele inzet door beide A en D modellen in januari 1991 bij operatie Desert Storm in te zetten. OV-10D’s waren sneller en beter handelbaar en konden ook ’s nachts worden ingezet; de OV-10A had geen nachtzichtapparatuur en was slechts overdag inzetbaar. Er werden 2 OV-10A’s door hittezoekende grond-lucht raketten afgeschoten; 1 militair kwam daarbij om en 3 werden gevangengenomen door Irak.
Na dit conflict werden Bronco’s van VMO-4 ingezet bij missies tegen drugdealers. Later werden OV-10’s, gesteund door het Amerikaanse ministerie van buitenlandse zaken, omgebouwd voor het besproeien van papavervelden met herbiciden. Hiervoor werden ex-USMC OV-10D’s vanaf de basis Davis-Monthan, Arizona speciaal uit de mottenballen gehaald.
De US Navy startte in 1968 de vliegertraining ten behoeve van ondersteuning van SEAL en rivier operaties in de Mekong delta. De eerste OV-10’s waren geleend van het USMC en werden als Vessel Attack Lightsqn-4 (VAL-4) in januari 1969 ingezet. Dit lichte aanval squadron vloog de OV-10 in Vietnam tot april 1972 toen de toestellen weer aan het USMC werden teruggegeven. VS-41 was marine Bronco trainingseenheid en vloog vanaf NAS North Island, Californië. Na de Vietnamoorlog werd het toestel door de marine alleen nog als wapen testplatform gebruikt.

### Verenigde Staten civiel
- De National Aeronautics and Space Administration (NASA), gebruikt de A en D variant voor aeronautisch onderzoek.

- Het Bureau of Land Management (BLM) gebruikt de A versie als verkenner en markeerder bij bosbranden.

- Het California Department of Forestry and Fire Protection (CDF), gebruikt de A versie het voor hetzelfde doel.

- Het United States Department of State (DOS), het Amerikaanse ministerie van buitenlandse zaken, gebruikt de D versie intensief ten behoeve van inzet tegen drugdealers door het Bureau of Alcohol, Tobacco, Firearms and Explosives (AFT). De toestellen vliegen speciale sproeimissies ter bestrijding van illegale drugaanplant in Centraal en Zuid-Amerika en in het Caribisch gebied.

### Gebruik buiten de Verenigde Staten
- De luchtmacht van Colombia heeft in 1991 15 USAF OV-10A’s en 5 USMC D’s overgenomen; ze zijn nog steeds operationeel in gebruik.
- De Duitse Luftwaffe vloog met de OV-10B ten behoeve van de verkenning en als doelsleepvliegtuig. De OV-10B is gelijk aan de A versie maar heeft geen voorzieningen voor bewapening en is op de plek van de achterdeur uitgerust met een glazen koepel. Hierdoor observeert de doelsleper, die achterstevoren in de laadruimte zit, het voortgetrokken doel. De achterste stoel in de cockpit werd verwijderd. De OV-10B had ook andere motoren; men gebruikte de GE J-85-turbojet motor die meer vermogen leverde. De 18 Duitse OV-10B’s deden dienst van 1970 tot 1992.

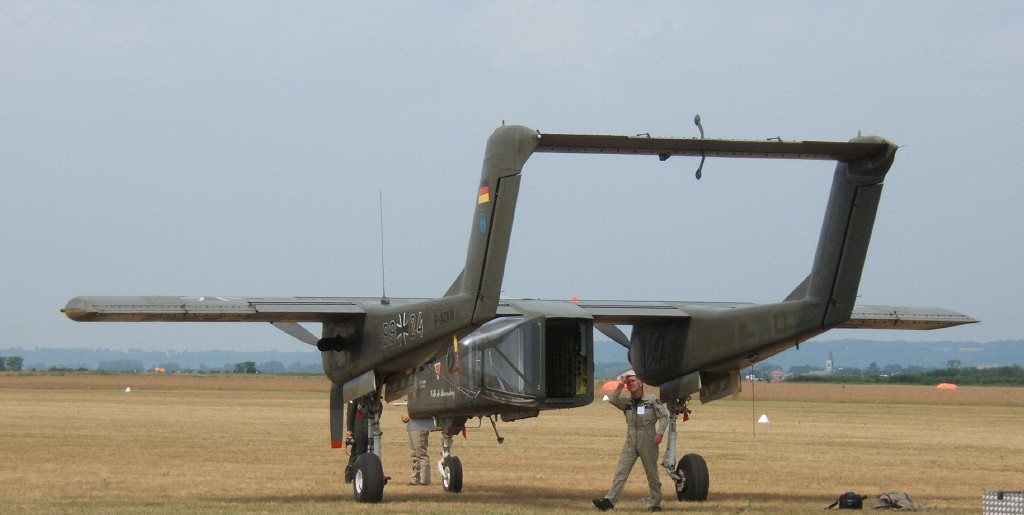
Achterzijde Luftwaffe Bronco uitgerust met een glazen koepel

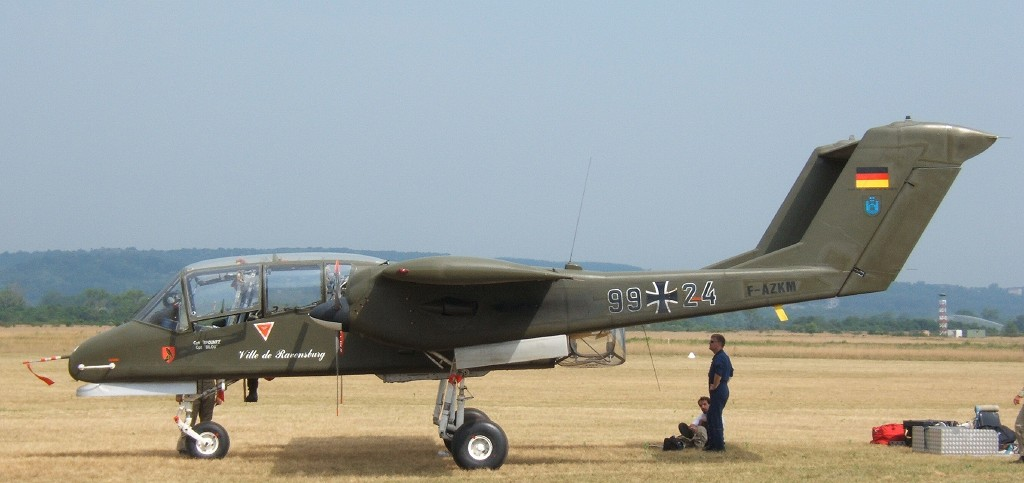
De dubbele staart was een kenmerk van de OV-10

- Het leger van Indonesië kocht in 1988 12 OV-10F’s, dit waren heruitgeruste OV-10A’s. De toestellen werden in Oost-Timor ingezet en zijn nog steeds operationeel. De bewapening werd gewijzigd in 12.7mm M2 Browning 50-kaliber machinegeweren.
- Marokko nam in 1981 6 ex-USMC A-modellen over. Oorspronkelijk zouden er 36 geleverd worden maar door lokale politieke problemen bleef dit tot 6 stuks beperkt. Ze zijn nooit actief ingezet en vermoedelijk in particulier bezit geraakt. De bekendste rol van de aan Marokko geleverde toestellen was een kort fragment in de James Bondfilm Living Daylights.
- De luchtmacht van de Filipijnen opereert al meer dan 26 jaar met ex-USAF OV-10A’s in 2 aanvals squadrons. Hierbij zitten ook de 2 eerste vrouwelijke Filipijnse gevechtsvliegers. Alle toestellen zijn nog steeds operationeel.
- De luchtmacht van Thailand vloog vanaf 1971 met 32 OV-10C toestellen; dit waren geen USAF toestellen maar als origineel C-model airframes door de firma North American Rockwell in Columbus, Ohio geleverd. In 2004 heeft Thailand zijn gehele OV-10 vloot uitgefaseerd en verkocht aan de Filipijnse luchtmacht.
- De luchtmacht van Venezuela vliegt met 16 OV-10E’s. Ze zijn in 1993 actief ingezet bij bestrijding van rebellen waarbij er 3 werden neergeschoten. Deze zijn weer aangevuld tot 16 stuks en vliegen tot op heden nog steeds grenspatrouilles.